# 金勇男
金 勇男（キム・ヨンナム、朝鮮語: 김용남、1970年2月14日 - ）は、大韓民国の検察官、政治家。第19代韓国国会議員（セヌリ党所属）。本貫は金海金氏。

## 経歴
京畿道水原市出身。水原高等学校、ソウル大学校法学科卒、高麗大学校大学院修了（法学修士）。司法試験合格後はソウル地方検察庁検事、水原地方検察庁驪州支庁検事・部長検事、光州地方検察庁検事、ソウル北部地方検察庁検事、法務部長官政策補佐官、ソウル西部地方検察庁公判部長検事、水原地方検察庁安養支庁部長検事、第18代大統領選挙朴槿恵大統領候補水原共同選対委員長などを務めた。2022年の第8回全国同時地方選挙では水原市長選挙にも出馬した。
第20代大統領選挙の時は李俊錫に激しく反対したが、2024年1月に反尹錫悦に転じ、国民の力を離党して李俊錫の改革新党に入党した。しかし、2025年大統領選挙の前の2025年5月に改革新党からも離党し、その数日後に共に民主党に入党した。